# Philippe de Proli
Philippe-Adolphe de Proli (Brussel, 8 maart 1811 - Leuven, 9 maart 1878) was een Belgisch militair en edelman.

## Geschiedenis
- In 1727 verleende keizer Karel VI erfelijke adel aan Pierre Proli (Como, 1671 - Antwerpen, 1733), bankier en directeur van de Oostendse Compagnie. Hij was getrouwd in 1705 in Antwerpen met Aldegonde Pauli (1685-1761), met wie hij vijftien kinderen had.
- In 1730 kreeg Proli vergunning om groothandel te drijven, zonder inbreuk te plegen op zijn adellijke status.
- In 1733 werd dezelfde vergunning verleend aan zijn zoons.
- In 1768 verleende keizerin Maria Theresia de titel graaf, overdraagbaar bij eerstgeboorte aan Balthazar-Florent de Proli (1722-1804), veertiende van de kinderen van Pieter Proli.
- In 1768 verleende keizerin Maria Theresia de titel baron, overdraagbaar bij eerstgeboorte aan Charles-André de Proli (1723-1786), broer van Balthazar en vijftiende kind van Pieter Proli.
- In 1779 verleende keizerin Maria Theresia vergunning aan beide broers om de naam en wapens van de oude Venetiaanse familie de Priuli aan te nemen.
- In 1779 verleende keizerin Maria Theresia de titel graaf, overdraagbaar bij eerstgeboorte, aan Charles de Proli voornoemd.
- In 1785 verleende keizer Jozef II de titel graaf aan Gustave de Proli (1757-1810), zoon van Balthasar-Florent.

## Genealogie
- Gio Giacomo Proli (1650-1727), x Catharina Andrioli (1652-1725)
  - Pietro Proli (1677-1733), x Aldegonde Pauli (1685-1761)
    - Johannes Jacobus Proli (1706-1735), x Henriette Bloupt
    - Catharine Proli (1707-1767), x Nicolas de Bolstein
    - Marie Caroline Proli (1708-1775), x Gio Batista Stampe
    - Aldegonde Judith Proli (°1709)
    - Anna Marina Proli (1710-1789), x Jean de Labistrate
    - Judith Proli (1712-1713)
    - Madeleine Thérèse Proli (1713-1799), begijn in Mechelen, karmelietes in Antwerpen
    - Ludwina Proli (1714-1747), begijn in Mechelen
    - Francisca Proli (°1715), x Carolus Mozzoni de Frasconi
    - Petrus Proli (1716-1717)
    - Anna Theresia Proli (1717-1750), ursuline in Antwerpen
    - Johanna Aldegonde Proli (1719-1779), x Joannes Pelgroms
    - Martha Maria (1720-1792), begijn in Mechelen
    - Balthazar Florentius Josephus de Proli (1722-1804), x Maria Hohanna de Clootz
      - Jean-Pierre de Proli (1750-1794), auditeur bij de Rekenkamer, bankier, geguillotineerd in Parijs
      - Gustave-Victor de Proli (1757-1810), x M. A. de Fontbaré de Fumal

    - Charles André Melchior de Proli (1723-1786), x Cornelia van der Linden (1727-1782)
      - Charles Corneille de Proli (1757-1803), x Marie-Sophie Vilain XIIII
        - Charles de Proli (1780-1813)
        - Marie Philippe de Proli (1781-1864)
          - Philippe-Adolphe de Proli (1811-1878)
          - Marie-Julie de Proli (1820-
          - Isabelle de Proli (1821-1895)

## Levensloop
Philippe de Proli, die luitenant-kolonel werd in de infanterie, stamde uit een beroemde, zo niet beruchte familie van bankiers en zakenlui. Zijn overgrootvader was Charles-André de Proli en zijn grootvader Charles-Corneille de Proli (1756-1803), die in 1779 getrouwd was met Marie-Sophie Vilain XVIII maar er in 1781 al van scheidde, na het ter wereld brengen van twee zoons. Er is destijds aanvaard dat hij eigenlijk de natuurlijke zoon was van prins en gevolmachtigd minister in Brussel Wenzel Anton von Kaunitz (1711-1794).
Na het opzienbarende faillissement in 1785 van de bankiers de Proli, hadden Charles-Corneille en zijn twee zoons het allesbehalve breed. Met wat hem nog aan middelen overbleef, kocht Charles-Corneille uit de nationale goederen een paar boerderijen in Essen en bouwde er een woning. De oudste zoon uit het huwelijk Proli-Vilain XIIII, Charles (1780-1813), stierf jong. De tweede, Marie-Philippe de Proli (1781 - Essen, 1864), zwierf wat rond als lager officier in Oostenrijkse dienst, alvorens te trouwen met Anne-Marie de Ravenet en in Essen te komen wonen. Zij waren de ouders van Philippe-Adolphe. 
Ze hadden ook een dochter, Isabelle-Marie de Proli (Essen, 1821, Kortrijk, 1893), die ongeschoeide karmelietes werd.
Een andere dochter, Marie Julie Jeanne de Proli (Essen, 1820 - Antwerpen, 1895), trouwde in 1873 met Ferdinand Jean Meeus (1814-1890), voor wie dit het tweede huwelijk was. Hij is niet te verwarren met graaf Ferdinand Meeus, stichter van de Belgische Generale Maatschappij van België. Voor deze Ferdinand was het een tweede huwelijk.
In 1851 werd Philippe-Adolphe in de Belgische erfelijke adel erkend, met de titel graaf, overdraagbaar bij eerstgeboorte. Hij was duidelijk de opgelopen schande en de maatschappelijke neergang van de familie te boven gekomen. Hij bleef echter vrijgezel en zijn dood betekende dan ook onvermijdelijk het einde van de De Prolis, minstens in het koninkrijk België.